# ポリゴン・ピクチュアズ
株式会社ポリゴン・ピクチュアズ（英: Polygon Pictures Inc.）は、日本の3DCG・アニメ制作会社。

## 略歴・概要
1983年7月22日、河原敏文により設立。当時は東京都港区南青山に本社を置き、1986年に中央区京橋に移転、1987年には品川区東品川に移転した。
河原が社長を務めていた頃は「企画型プロダクション」と称し、日本のCG業界にあって独自の存在感を示していた。1984年から1987年にかけてはパイオニアLDCと共同でレーザーディスクの映像作品『映像の先駆者』シリーズを企画・制作。広告デザイン、テレビ番組のオープニングCG、3DCGの研究開発等を手がける。1993年、テレビCMに登場した恐竜キャラクター「マイケル」とCGキャラクター初のタレント契約を結ぶ。1995年、資生堂の整髪剤「HGスーパーハード」のテレビCMに登場するイワトビペンギンのキャラクター「ロッキー×ホッパー」を生み出した。
1997年3月12日、ソニー・コンピュータエンタテインメントとナムコ（後のバンダイナムコエンターテインメント）から出資を得て、3社合弁による3DCG制作会社、株式会社ドリーム・ピクチュアズ・スタジオ（DPS）を江東区有明（お台場）に設立し、総制作費80億円のフルCG映画の企画に取り組んだが、1999年、映画は完成することなくDPSも解散。その後、DPSの跡地はポリゴン・ピクチュアズが本社として使用していたが長くは続かず、業務を縮小して2002年に本社を新宿区大久保に移転した。
2003年6月、塩田周三が代表取締役社長に就任。塩田が帰国子女で英語が堪能であるため、アメリカのテレビシリーズなどの受託案件が多く、再び規模を拡大して、2006年に本社を再び港区の現在地に移転。スタッフの大半はプロジェクトごとの契約になっている。また、塩田は2004年・2005年度にSIGGRAPHの審査員を務めた。
2004年に公開された押井守監督作品『イノセンス』の3DCGパートにも関わっている。押井作品のCGパートは、以前はオムニバス・ジャパンが担当していたが、最近はポリゴン・ピクチュアズが担当することが多くなっている。
塩田の就任以降、大規模な制作や巨大プロジェクトを意識しており、2012年にマレーシアのアニメスタジオであるSILVER ANTと合弁会社「Silver Ant PPI Sdn. Bhd」のを設立。大規模な作業量に対応するための分業体制を拡充するなどしている。
2011年、アマナグループの連結子会社となる。4月22日にアマナHDが株式45.17%を取得し資本業務提携を開始。6月30日には株式を追加取得し、所有割合を64.48％に引き上げ連結子会社化。これは2014年末まで継続し、2014年12月29日にアマナはキングレコードとポリゴン・ピクチュアズ・ホールディングスへ株式を譲渡した。
2012年にポリゴン・ピクチュアズが映像制作を担当するハズブロ・スタジオ製作によるフルCGテレビシリーズ『超ロボット生命体 トランスフォーマー プライム』が第39回デイタイム・エミー賞　アニメーション番組特別部門最優秀賞を受賞、同社担当プロデューサー陣も受賞者としてクレジットされる。
2013年、第40回アニー賞にてポリゴン・ピクチュアズ制作のフルCGテレビシリーズ『トロン：ライジング』（ディズニーXD放送）が4部門で受賞＆ノミネート、フルCGテレビシリーズ『スター・ウォーズ：クローン・ウォーズ』（カートゥーン ネットワーク放送）が4部門でノミネートを果たした。
2014年、設立30周年記念作品として『シドニアの騎士』（弐瓶勉）のアニメーション制作を担当。日本のテレビアニメーションに本格的に参入。
2021年、新たなビジネス拠点としてインド・ムンバイの衛星都市であるターネ市に、CG映像制作でも特に技術的知識、経験を必要とするリグ工程に特化した100％子会社「Polygon Studios India Private Limited」を設立。
2022年、合弁会社「Silver Ant PPI Sdn. Bhd」の株式を追加取得し、社名を「Polygon Pictures Malaysia Sdn Bhd」へ変更。
2023年、創立40周年を迎えた。
同社の社風として「徹底した工程管理」を行ない、品質や納期の両立、社員の過重労働防止などに力を入れており、旧来からこれらの問題に直面していたアニメ業界に新風を巻き起こしている、と報じられている。

## 歴代社長
| 氏名     | 在任期間        |
| -------- | --------------- |
| 河原敏文 | 1983年 - 1999年 |
| 笹沼泰助 | 1999年 - 2003年 |
| 塩田周三 | 2003年 -        |

## 制作作品

### テレビアニメ
| 開始年 | 放送期間         | タイトル                                           | 監督                                  | アニメーション プロデューサー | 備考                                               |
| ------ | ---------------- | -------------------------------------------------- | ------------------------------------- | ----------------------------- | -------------------------------------------------- |
| 2000年 | 10月 - 2001年9月 | デジタル所さん                                     | 今吉将之                              | 馬場宏子                      |                                                    |
| 2002年 | 11月 - 2012年4月 | げんき げんき ノンタン                             | 香川豊                                | N/A                           |                                                    |
| 2007年 | 5月 -            | プーさんといっしょ                                 | デビット・バートマン ドン・マッキノン | N/A                           |                                                    |
| 2008年 | 10月 - 2020年5月 | スター・ウォーズ：クローン・ウォーズ               | デイブ・フィローニ（総）              | N/A                           | 共同制作：ルーカスフィルム・アニメーション         |
| 2012年 | 4月 - 2013年3月  | 超ロボット生命体 トランスフォーマー プライム       | デビッド・ハートマン（総）            | N/A                           | 共同制作：silver Ant PPI（シーズン3）              |
| 2012年 | 5月 - 2013年1月  | トロン：ライジング                                 | チャーリー・ビーン（総）              | マリー・マッファイ            | 共同制作：ディズニー・テレビジョン・アニメーション |
| 2014年 | 4月 - 6月        | シドニアの騎士                                     | 静野孔文                              | 鈴木和裕                      | ポリゴン・ピクチュアズ設立30周年記念作品           |
| 2014年 | 10月 - 2015年3月 | 山賊の娘ローニャ                                   | 宮崎吾朗                              | 小林毅 高久美知子             |                                                    |
| 2014年 | N/A              | ツムツム                                           | N/A                                   | N/A                           |                                                    |
| 2015年 | 3月15日 - 12月   | トランスフォーマー アドベンチャー                  | デビッド・ハートマン                  | テレース・トゥルージロ        | 共同制作：ハズブロ・スタジオ                       |
| 2015年 | 4月 - 6月        | シドニアの騎士 第九惑星戦役                        | 瀬下寛之                              | 鈴木和裕 石井涼子             |                                                    |
| 2016年 | 1月 - 4月        | 亜人                                               | 瀬下寛之（総） 安藤裕章               | 高久美知子                    | 第1クール                                          |
| 2016年 | 10月 - 12月      | 亜人                                               | 瀬下寛之（総） 安藤裕章               | 高久美知子                    | 第2クール                                          |
| 2016年 | 7月 - 12月       | トランスフォーマー アドベンチャー -マイクロンの章- | デビッド・ハートマン                  | テレース・トゥルージロ        | 共同制作：ハズブロ・スタジオ                       |
| 2018年 | 4月 - 6月        | 蒼天の拳 REGENESIS                                 | 鹿住朗生                              | 西野豊                        | 第1期                                              |
| 2018年 | 10月 - 12月      | 蒼天の拳 REGENESIS                                 | 鹿住朗生                              | 西野豊                        | 第2期                                              |
| 2018年 | 10月 - 2019年3月 | ピングー in ザ・シティ（第2期）                    | イワタナオミ                          | 中岡亮                        | 第1期はダンデライオンアニメーションスタジオが制作  |
| 2018年 | 10月 - 2019年3月 | スター・ウォーズ レジスタンス                      | N/A                                   | N/A                           | シーズン1、共同制作：ルーカスフィルム              |
| 2019年 | 10月 - 2021年1月 | スター・ウォーズ レジスタンス                      | N/A                                   | N/A                           | シーズン2、共同制作：ルーカスフィルム              |
| 2020年 | 1月 - 3月        | 空挺ドラゴンズ                                     | 吉平"Tady"直弘                        | 森弘光                        |                                                    |
| 2022年 | 4月 - 6月        | エスタブライフ グレイトエスケープ                  | 橋本裕之                              | 上村涼介                      |                                                    |
| 2023年 | 1月 - 3月        | 大雪海のカイナ                                     | 安藤裕章                              | 髙橋亮平                      |                                                    |
| 2024年 | 4月 - 6月        | アイドルマスター シャイニーカラーズ                | まんきゅう                            | 上村涼介                      | 1st season                                         |
| 2024年 | 10月 - 12月      | アイドルマスター シャイニーカラーズ                | まんきゅう                            | 上村涼介                      | 2nd season                                         |

### 劇場アニメ
| 公開年 | タイトル                                                           | 監督                               | 備考                                                                 |
| ------ | ------------------------------------------------------------------ | ---------------------------------- | -------------------------------------------------------------------- |
| 2002年 | ウルトラマンコスモス2～THE BLUE PLANET～                           | 北浦嗣巳                           |                                                                      |
| 2002年 | ミニモニ。じゃムービー お菓子な大冒険                              | 山﨑直樹                           |                                                                      |
| 2002年 | 劇場版サルゲッチュ 黄金のピポサル・ウッキーバトル                  | 山口頼房                           |                                                                      |
| 2003年 | ウルトラマンコスモスVSウルトラマンジャスティス～THE FINAL BATTLE～ | 北浦嗣巳                           |                                                                      |
| 2004年 | イノセンス                                                         | 押井守                             |                                                                      |
| 2008年 | GHOST IN THE SHELL / 攻殻機動隊2.0                                 | 押井守                             |                                                                      |
| 2008年 | スカイ・クロラ The Sky Crawlers                                    | 押井守                             |                                                                      |
| 2009年 | ホッタラケの島 〜遥と魔法の鏡〜                                    | 佐藤信介                           |                                                                      |
| 2011年 | マイブリッジの糸                                                   | 山村浩二                           |                                                                      |
| 2015年 | 劇場版 シドニアの騎士                                              | 静野孔文                           |                                                                      |
| 2015年 | 亜人-衝動-                                                         | 瀬下寛之（総） 安藤裕章            | 劇場版3部作                                                          |
| 2016年 | 亜人-衝突-                                                         | 瀬下寛之（総） 安藤裕章            | 劇場版3部作                                                          |
| 2016年 | 亜人-衝戟-                                                         | 瀬下寛之（総） 安藤裕章            | 劇場版3部作                                                          |
| 2017年 | GODZILLA 怪獣惑星                                                  | 静野孔文 瀬下寛之                  |                                                                      |
| 2017年 | BLAME!                                                             | 瀬下寛之                           |                                                                      |
| 2018年 | GODZILLA 決戦機動増殖都市                                          | 静野孔文 瀬下寛之                  |                                                                      |
| 2018年 | GODZILLA 星を喰う者                                                | 静野孔文 瀬下寛之                  |                                                                      |
| 2019年 | HUMAN LOST 人間失格                                                | 木﨑文智                           |                                                                      |
| 2021年 | シドニアの騎士 あいつむぐほし                                      | 瀬下寛之（総） 吉平"Tady"直弘      |                                                                      |
| 2023年 | 大雪海のカイナ ほしのけんじゃ                                      | 安藤裕章                           |                                                                      |
| 2024年 | BLOODY ESCAPE -地獄の逃走劇-                                       | 谷口悟朗                           |                                                                      |
| 2025年 | 映画 ヒプノシスマイク -Division Rap Battle-                        | 辻本貴則                           | 劇場用映画としては日本“初”となる観客参加型「インタラクティブ映画」   |
| 2025年 | Trust（仮）                                                        | 清水和真（総） 井上智文 柿本千都留 | 2024年度若手アニメーター育成プロジェクト「あにめのたね2025」参加作品 |

### OVA
| 発売年 | タイトル                                                                                              | 備考              |
| ------ | --- | ----------------- |
| 2004年 | げんきげんきノンタン「はっぱっぱカルタだれのこえ？」「はみがき しゅこしゅこ」「うたおう！クリスマス」 | 日本コロムビアDVD |
| 2006年 | げんきげんきノンタン「がんばるもん」「いたいのとんでけ～☆」                                           | 日本コロムビアDVD |
| 2009年 | げんきげんきノンタン「でかでかありがとう」                                                            | 日本コロムビアDVD |
| 2013年 | げんきげんきノンタン「スプーン たん たん たん」                                                       | 日本コロムビアDVD |
| 2015年 | げんきげんきノンタン「おばけむら めいろ」                                                             | 日本コロムビアDVD |

### Webアニメ
| 年     | タイトル                                                                                       | 備考                           |
| ------ | ---------------------------------------------------------------------------------------------- | ------------------------------ |
| 2016年 | Lost in OZ                                                                                     | Amazonプライム                 |
| 2017年 | レイヤードストーリーズ ゼロ                                                                    |                                |
| 2018年 | ベイマックス＆モチ                                                                             | ウォルト・ディズニー・ジャパン |
| 2019年 | Levius -レビウス-                                                                              |                                |
| 2020年 | トランスフォーマー:ウォー・フォー・サイバトロン・トリロジー 第1章: シージ・第2章: アースライズ |                                |
| 2020年 | パンダのシズカ                                                                                 | -2025年、Apple TV+             |
| 2021年 | パシフィック・リム: 暗黒の大陸                                                                 | -2022年                        |
| 2021年 | トランスフォーマー:ウォー・フォー・サイバトロン・トリロジー 最終章: キングダム                 |                                |
| 2022年 | ラブ、デス&ロボット VOLUME3「死者の声」                                                        |                                |
| 2023年 | MECH CADETS                                                                                    |                                |
| 2023年 | 名探偵ピカチュウ 〜華麗なるモーニングルーティン〜                                              |                                |
| 2023年 | カビゴンとカラカラ                                                                             | プロジェクトカビゴン           |
| 2024年 | 『Pokémon Sleep』おねむりストーリー ピッピ                                                     |                                |
| 2024年 | 『Pokémon Sleep』おねむりストーリー ミミッキュ                                                 |                                |
| 2025年 | スパイダーマン:フレンドリー・ネイバーフッド                                                    | Disney+                        |
| 2025年 | 『スター・ウォーズ: ビジョンズ』Volume３                                                       | Disney+                        |

### ゲーム
| 年      | タイトル                                                    | 開発元                             | 備考                                                             |
| ------- | ----------------------------------------------------------- | ---------------------------------- | ---------------------------------------------------------------- |
| 1993年  | スーパーパワーリーグパッケージ用CG                          | ハドソン                           |                                                                  |
| 1994年  | スーパーパワーリーグ2パッケージ用CG                         | ハドソン                           |                                                                  |
| 2002年  | 鬼武者2                                                     | カプコン                           |                                                                  |
| 2003年  | Jリーグ ウイニングイレブンタクティクス                      | コナミ                             |                                                                  |
| 2005年  | 零 －刺青ノ聲－                                             | テクモ                             |                                                                  |
| 2006年  | DEAD OR ALIVE 4「ハヤテ」篇「エレナ」篇エンディングムービー | テクモ                             |                                                                  |
| 2006年  | DEAD OR ALIVE XTREME 2                                      | テクモ                             |                                                                  |
| 2006年  | KOF MAXIMUM IMPACT 2                                        | SNKプレイモア                      |                                                                  |
| 2008年  | ストリートファイターIV A NEWS BEGINNING                     | カプコン                           |                                                                  |
| 2009年  | モンスターファームラグーン                                  | テクモ                             |                                                                  |
| 2009年  | バイオハザード5                                             | カプコン                           |                                                                  |
| 2010年  | METROID Other M                                             | 任天堂                             |                                                                  |
| 2012年  | ストリートファイター X 鉄拳                                 | カプコン                           | ゲーム内映像制作                                                 |
| 2012年  | ロリポップチェーンソー                                      | 角川ゲームス                       |                                                                  |
| 2012年  | 恐竜ドミニオン                                              | コロプラ                           | -2014年、Androidアプリゲーム                                     |
| 2013年  | 戦国かぶき道                                                | コロプラ                           | -2014年、Androidアプリゲーム                                     |
| 2014年  | Sacred3                                                     | Deep Silver                        |                                                                  |
| 2014年  | シーフ                                                      | Square Enix Eidos-Montréal         |                                                                  |
| 2016年  | ストリートファイターV                                       | カプコン                           |                                                                  |
| 2016年  | ストリートファイターV 「A Shadow Falls」                    | カプコン                           |                                                                  |
| 2021年  | ドラゴンクエストけしケシ!                                   | スクウェア・エニックス NHN PlayArt | 世界観ムービー制作協力                                           |
| 2021年  | 新すばらしきこのせかい                                      | スクウェア・エニックス ハ・ン・ド  | ゲーム内カットシーン制作                                         |
| 2024年  | 東京エスケープ【マージマンション公式】                      | Metacore Games Ltd                 | 日本版PV。ストーリー発案、絵コンテ、楽曲制作、アニメーション制作 |
| 2024年  | フォートナイト バトルロイヤル チャプター6 シーズン1: 鬼ノ島 | Epic Games                         | Intro PV作成                                                     |
| ２025年 | Screamer                                                    | マイルストーン                     |                                                                  |

### その他
| 年     | タイトル                                                                         | 媒体                   | 備考                                                   |
| ------ | -------------------------------------------------------------------------------- | ---------------------- | ------------------------------------------------------ |
| 1984年 | 映像の先駆者シリーズ                                                             | N/A                    | -1987年                                                |
| 1995年 | 資生堂 HGスーパーハード CMシリーズ                                               | CM                     | -1997年                                                |
| 1997年 | イワトビペンギン ロッキー×ホッパーシリーズ                                       | オリジナルキャラクター | -1998年                                                |
| 1998年 | ポリゴン家族                                                                     | N/A                    |                                                        |
| 1999年 | クロコタイヤ                                                                     | N/A                    |                                                        |
| 2001年 | いないいないばあっ!「つみきでどうぶつ」                                          | テレビ                 | -2010年、NHK教育テレビ                                 |
| 2001年 | SHOWBIZ COUNTDOWN                                                                | テレビ                 | -2010年、テレビ愛知/テレビ東京系                       |
| 2003年 | いないいないばあっ!「のりものダンボール」                                        | テレビ                 | -2006年、NHK教育テレビ                                 |
| 2004年 | 資生堂 オードレシピ薬用しろはだ水CM「美白の妖精」篇                              | CM                     |                                                        |
| 2004年 | フォーラムエンジニアリング テクノアーティストCM「ピアノ」篇                      | CM                     |                                                        |
| 2004年 | バンダイ PSPルミネスCM「サイレントフィーバー」篇                                 | CM                     |                                                        |
| 2004年 | ダークチャペル「東京ジョイポリス」アトラクション                                 | アトラクション         |                                                        |
| 2005年 | ギャラクシーエクスプレス999「エプソン 品川アクアスタジアム」アトラクション       | アトラクション         |                                                        |
| 2005年 | ヤマトホームコンビニエンスCM「新引越らくらくパック」篇 /「新単身引越サービス」篇 | CM                     |                                                        |
| 2005年 | めざめの方舟                                                                     | イベント               | 愛･地球博パビリオン、押井守監修                        |
| 2006年 | SAMUROID ZERO                                                                    | オリジナル映像         |                                                        |
| 2006年 | 戦国自衛隊・関ヶ原の戦い                                                         | テレビ                 | 日本テレビ                                             |
| 2006年 | 文化シヤッター エア・キーパー大間迅CM「バグズ・アタック」篇                      | CM                     |                                                        |
| 2006年 | わかさ生活 ブルーベリーアイCMシリーズ                                            | CM                     |                                                        |
| 2007年 | BUMP OF CHICKEN 花の名 PV                                                        | PV                     |                                                        |
| 2007年 | BONEHEADS                                                                        | N/A                    |                                                        |
| 2007年 | いないいないばあっ!「ことちゃんアニメ」                                          | テレビ                 | -2010年、NHK教育テレビ                                 |
| 2009年 | CHEMISTRY Period PV                                                              | PV                     |                                                        |
| 2010年 | 彼岸島                                                                           | 映画                   |                                                        |
| 2010年 | いないいないばあっ!「このくもなあに？」                                          | テレビ                 | -2014年、NHK教育テレビ、アニメーション制作             |
| 2010年 | HANABEAM by HIFANA PV                                                            | PV                     |                                                        |
| 2011年 | 今夜もドル箱S                                                                    | テレビ                 | テレビ東京                                             |
| 2011年 | NISSAN×dwarf 「PLUG,OUR NeW WORLD」 THE PLANET ZERO Movie Theater                | イベント               |                                                        |
| 2012年 | デジタリアル ライブステージ「東京ジョイポリス」プロジェクションマッピング        | ライブ映像             |                                                        |
| 2012年 | “Caretta Illumination 2012”「リュミエの森」                                      | イベント               | カレッタ汐留 プロジェクションマッピング                |
| 2012年 | きいろいゾウ                                                                     | 映画                   | アニメーションパート制作                               |
| 2013年 | 爆獣合神ジグルハゼル                                                             | PV                     | アニマックス                                           |
| 2014年 | スターチャイルドムービングロゴ                                                   | N/A                    |                                                        |
| 2014年 | パワーパフガールズ：ダンスパンツにご用心!                                        | MV                     | ミュージックビデオ制作                                 |
| 2014年 | いないいないばあっ!「クレヨンちゃん」                                            | テレビ                 | 2014年-、NHK教育テレビ                                 |
| 2015年 | ロッキー×ホッパーLINEスタンプ                                                    | N/A                    | 2015年-、製作                                          |
| 2016年 | angela×fripSide 「僕は僕であって」                                               | MV                     | アニメ「亜人」第2クールオープニングテーマ              |
| 2016年 | おやつのもりのパンクー                                                           | N/A                    | 2016年-                                                |
| 2016年 | グレゴリーホラーショー                                                           | N/A                    | 2016年-                                                |
| 2016年 | Hop Step Sing!                                                                   | MV                     | 2016年-、講談社                                        |
| 2017年 | エリサとオールドノートン                                                         | 書籍                   |                                                        |
| 2017年 | 週刊 鉄腕アトムを作ろう！                                                        | 書籍                   |                                                        |
| 2017年 | Airtone                                                                          | N/A                    | キャラクターデザイン、アミューズメントメディア総合学院 |
| 2017年 | 妖屋敷                                                                           | N/A                    | CAセガジョイポリス                                     |
| 2018年 | 陰陽師                                                                           | PV                     | PV制作、NetEase                                        |
| 2019年 | モンソニ！ in XFLAG PARK 2019                                                    | ライブ                 | ライブシーンアニメーション制作                         |
| 2020年 | SHOW BY ROCK!! ましゅまいれっしゅ!!                                              | テレビ                 | CGパート制作、制作元請：キネマシトラス                 |
| 2020年 | モンソニ！LIVE ウタノチカラ                                                      | ライブ映像             | ライブ映像制作                                         |
| 2020年 | げんきげんきノンタン「きらきら シャンシャン おほしさま☆」                        | プラネタリウム         | 製作                                                   |
|        | POKÉTOON「プリンのうた」                                                         | Web                    | 映像プロデュース、アニメーション制作：StudioGOONEYS    |
| 2022年 | モンソニ！LIVE Feel Summer!!                                                     | ライブ映像             | ライブ映像制作                                         |
| 2022年 | 永久少年 Eternal Boys                                                            | テレビ                 | 原作・製作、アニメーション制作：ライデンフィルム       |
| 2023年 | 永久少年 Eternal Boys NEXT STAGE                                                 | 映画                   | 原作・製作、アニメーション制作：ライデンフィルム       |

### みんなのうた
◆は5分間1曲枠の楽曲。
1. 歩いてみっか! / 所ジョージ（1999年12月・2000年1月放送）
2. ハローアゲイン, JoJo / 平原綾香（2004年10月・11月放送）